# Neoeutrypanus glaucus
Neoeutrypanus glaucus là một loài bọ cánh cứng trong họ Cerambycidae.